# أفيوليت سمائل

الشكل 1: خريطة الصحن العربي مع موقع أفيوليت سمائل في الركن الشرقي من شبه الجزيرة العربية

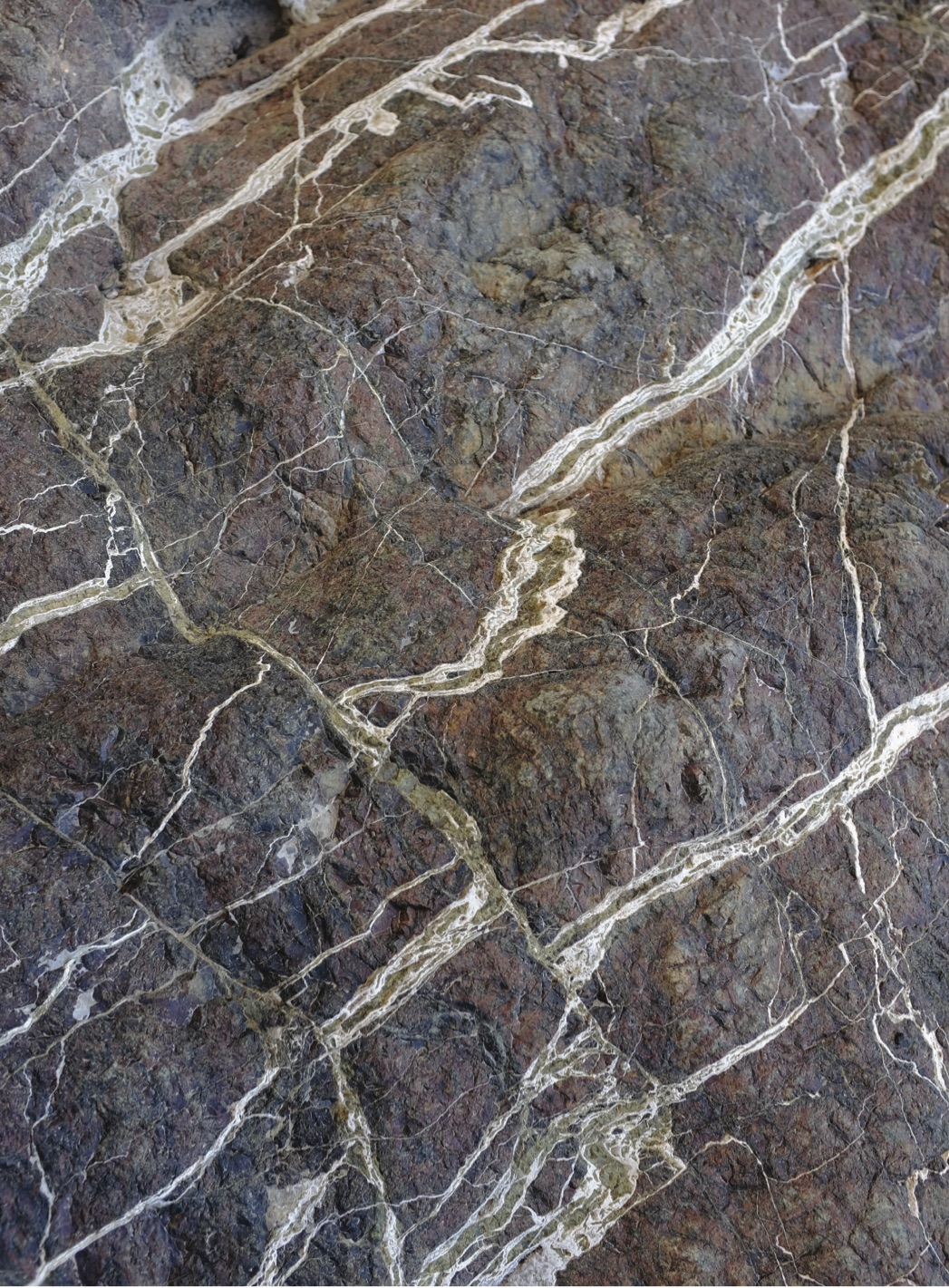
منظر عن قرب لقسم من الأفيوليت.

أفيوليت سمائل من جبال الحجر من سلطنة عمان ودولة الإمارات العربية المتحدة هو صفيحة كبيرة من القشرة المحيطية، مصنوعة من الصخور البركانية والصخور فوق المافية الآتية من الوشاح العلوي للأرض، الذي نشأ من الدفع الزائد على القشرة القارية بمثابة اوفيوليت. تقع في الركن الشرقي من شبه الجزيرة العربية  وتغطي مساحة حوالي 100000 كم 2. بناءً على تقنيات التأريخ التي تعتمد على اليورانيوم، تشكلت الأفيوليت سمائل في العصر الطباشيري المتأخر. تتكون في المقام الأول من صخور السيليكات مع محتوى (SiO 2) يتراوح بين 45 و77   ٪ بالوزن. يعتبر أفيوليت سمائل مهمًا لأنه غني بأجسام خام النحاس والكروميت، ولأنه يوفر أيضًا معلومات قيمة عن قاع المحيط والغطاء العلوي للأرض. لقد درس الجيولوجيون المنطقة، في محاولة للعثور على أفضل نموذج يشرح تكوين السمائل أوفيوليت.

## التكوينات الجيولوجية
تشكلت الحافة القارية العربية في أوائل حقبة الحياة القديمة (الباليوزوي) وربما في دهر الطلائع (البروتيروزويك) المتأخر. بعد ذلك، تتجه صفائح الدسر من الأدنى إلى الأعلى من الناحية الهيكلية: الوحدات أصلية النشأة، والوحدات جليبة النشأة. الوحدات جليبة النشأة، من الأدنى إلى الأعلى من الناحية الهيكلية، هي مجموعة سومايني، ومجمع حواسينا، ومجمع هايبي، وأفيوليتي، ومجمع الباطنة. من مجموعة سومايني إلى مجمع هايبي يشكل المنحدر القاري بنطاق عمري من العصر الترياسي الأوسط إلى العصر الطباشيري المتأخر. يتكون الأفيوليت من العصر الطباشيري المتأخر ويتكون من صخر متحول قاعدي (150 - 200 م)، والبيروتيت التكتوني (8-12 كم)، والصخرالناري البريدوتيت والجابرو (0,5-6,5 كم)، السدود المغطاة (1–1.5 كم) والحمم (0.5 - 2.0  كم). جاء مجمع الباطنة الذي يحتوي على رواسب الهامش القاري من تحت الأفيوليت خلال صدع ممتد في المرحلة المتأخرة ثم انزلق إلى الأفيوليت في وقت متأخر من تاريخ التموضع.

## نماذج تكتونية
هناك ثلاثة نماذج مختلفة يمكن أن تشرح كيفية تشكيل الأفيوليت سمائل والدفع الفوقي للهامش القاري :

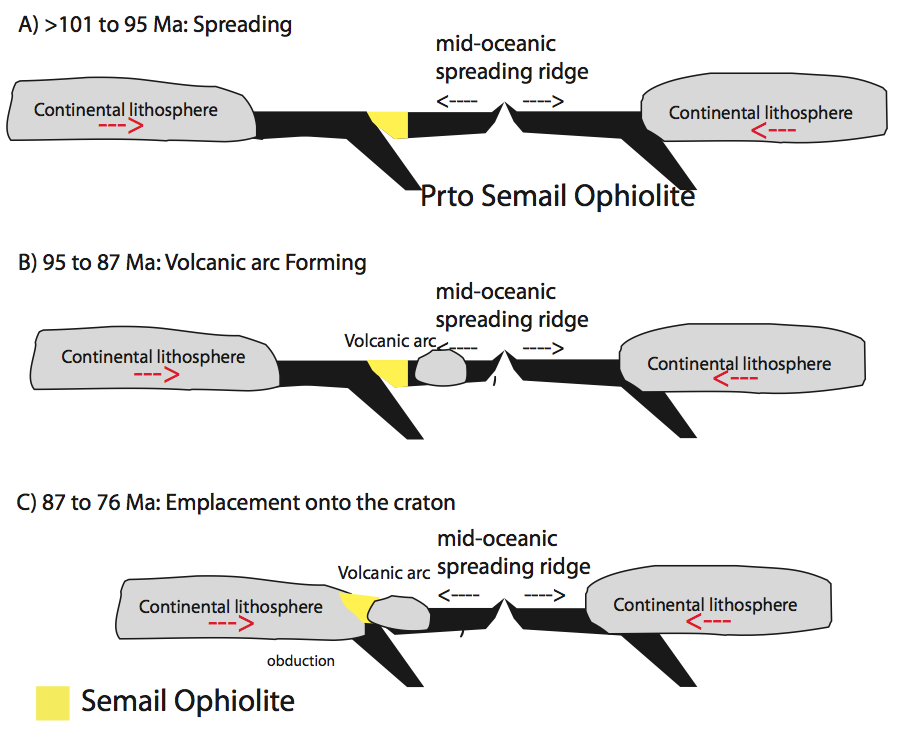
الشكل 2:نموذج الاندساس الفائق مقتبسة من
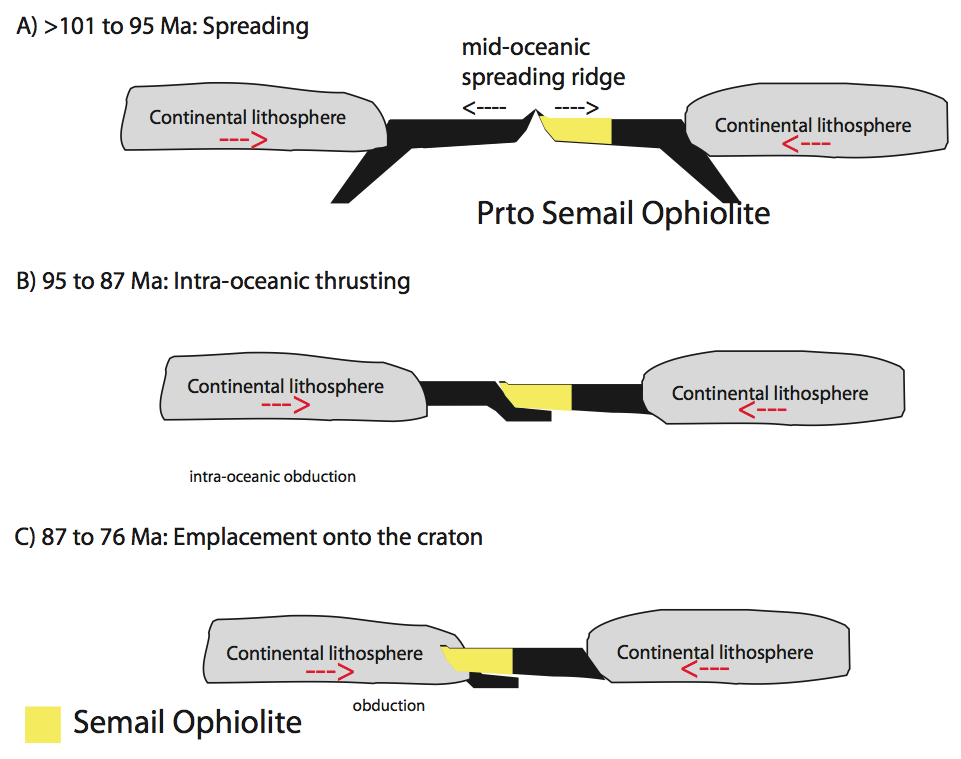
الشكل 3:نموذج الركوب التكتوني مقتبسة من

### نموذج الانزلاق الجاذبي
يمكن أن تنزلق التيران الأفيوليتية التي يتراوح سمكها ما بين 7 و20 كم على الهامش القاري. وهذا يتطلب منطقة مصدر مرتفعة، مما يمثل صعوبات 

### نموذج الاندساس الفائق
سبب الركوب التكتونِي لأفيوليت فجوة قوس الخندق هو تصادم القوس البركاني والهامش القاري الكامن (الشكل 2). الشكل 2-أ، من 101 إلى 95 مليون سنة أو أقدم  ينتشر على اليمين وسط ظهر المحيط ويندس الغلاف الصخري المحيطي تحت الغلاف الصخري القاري في حين أن الجانب الآخر على اليسار هو الأكثر ركوبا للغلاف الصخري المحيطي. أيضا، هذا هو المكان الذي يبدأ فيه بروتو أفيوليت سمائل والبراكين في تشكيل قوس بركاني. الشكل 2-ب، من 95 إلى 87   مليون سنة تنتشر سلسلة التلال الوسطى للمحيط وشكل القوس البركاني. الشكل 2-C، من 87 إلى 76  مليون سنة تنتشر سلسلة التلال الوسطى للمحيطات حيث يتم دفع الغلاف الصخري المحيطي وتجاوزه الغلاف الصخري القاري بمساعدة القوس البركاني.

### نموذج الركوب التكتوني
الغلاف الصخري المحيطي فوق الغلاف الصخري القاري (الشكل 3). الشكل 3-أ، أقدم من 101 إلى 95  مليون سنة، تنتشر سلسلة من التلال الوسطى للمحيط ويخضع الغلاف الصخري المحيطي لكلا الغلافين الصخريين القاريين. تم وضع علامة أفيوليت سمائل الأولية على يمين الغلاف الصخري المحيطي. الشكل 3-ب، من 95 إلى 87 مليون سنة  توقف التلال وسط المحيط عن الانتشار وبدأ عملية الدفع داخل المحيطات. حيث يتم تشغيل الغلاف الصخري المحيطي الأيسر تحت الغلاف الصخري المحيطي الأيمن مع الأفيوليت سمائل، والتي تتراكم في ظروف الوجهيات الأمفيبولية في قاعدة الأفيوليت سمائل. الشكل 3-جيم، من 87 إلى 76 مليون سنة، الأفيوليت سمائل إلى الغلاف الصخري القاري وتوضع على الكراتون، والتي تتراكم في ظروف الشيست ‏ الأخضر في قاعدة الأفيوليت سمائل. ويدعم الجيولوجيين هذا النموذج كثيرًا.